# Omroep West

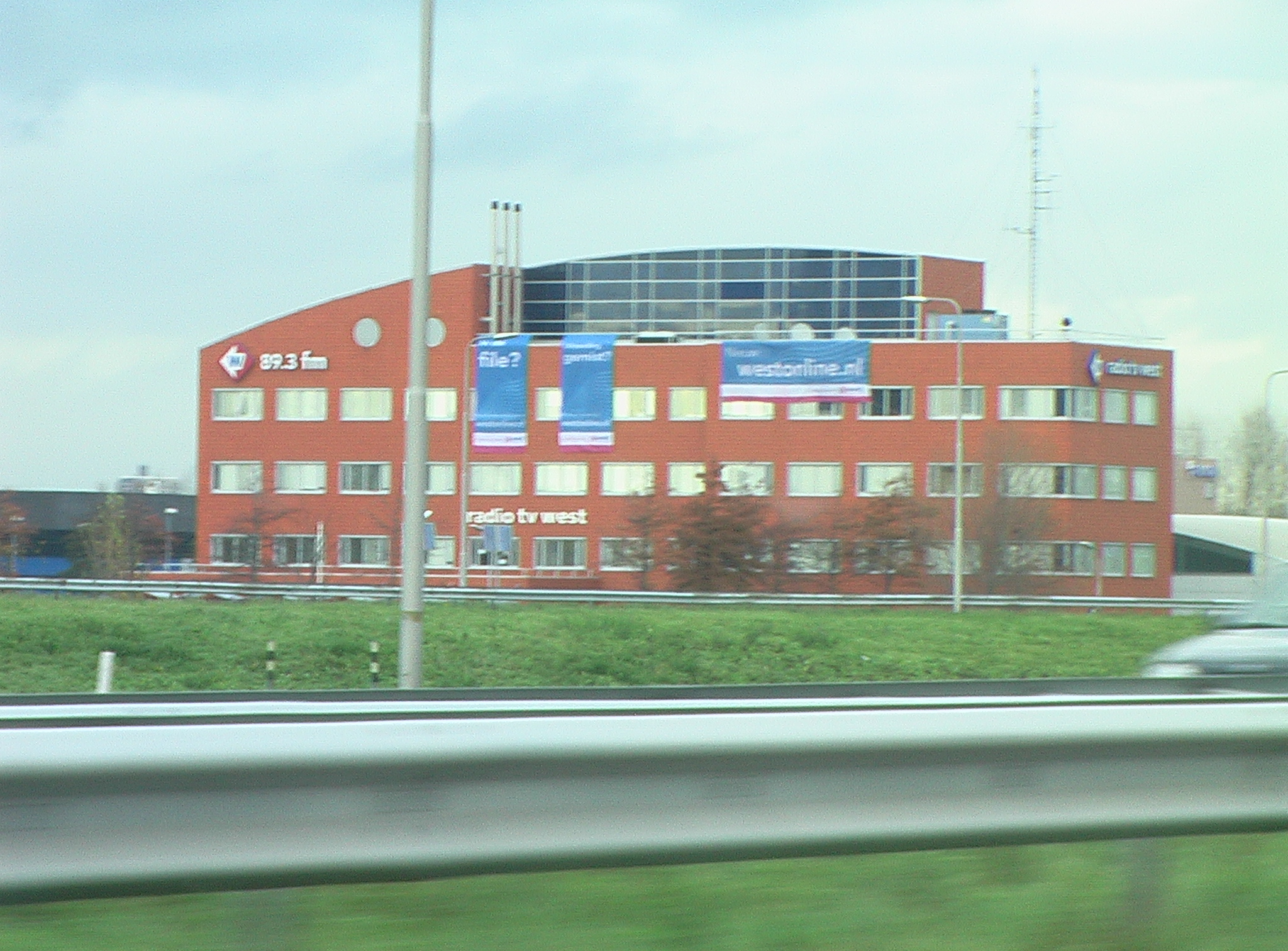
Le bâtiment du siège d'Omroep West à La Haye en 2006.

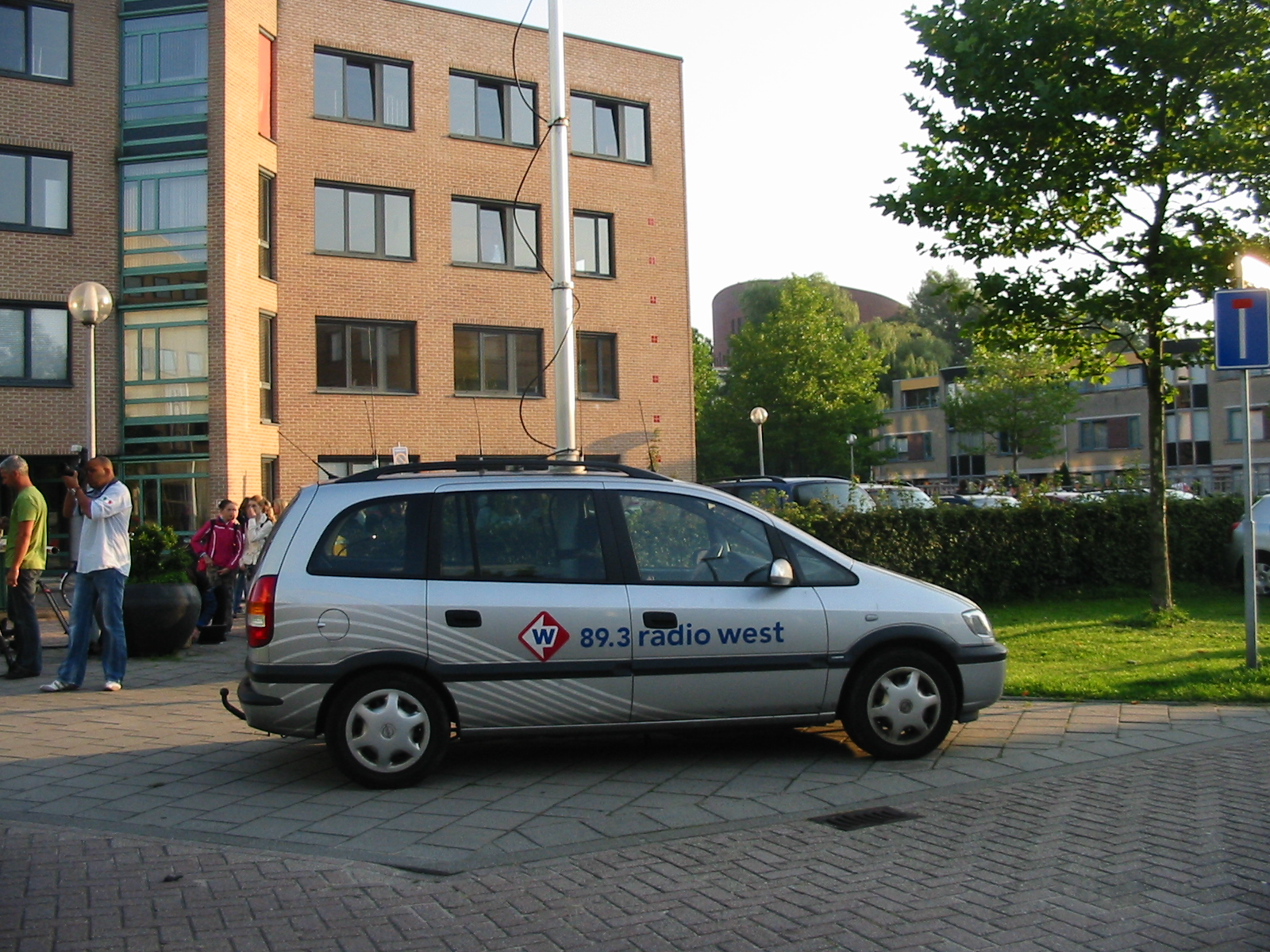
Voiture de reportage du diffuseur Omroep West à Alphen-sur-le-Rhin en 2016.

Omroep West est une entreprise néerlandaise de radiodiffusion publique régionale pour la partie nord de la province de Hollande-Méridionale. Le siège social de Omroep West est situé à La Haye.
La partie sud de la Hollande-Méridionale est desservie par RTV Rijnmond, située à Rotterdam. Cela signifie que la Hollande-Méridionale est la seule province à avoir deux diffuseurs régionaux.
Omroep West regroupe une station de radio (Radio West) et une chaîne de télévision (TV West) axées sur les habitants de la partie nord de la Hollande-Méridionale. 

## Histoire
Radio West a été créée le 1er janvier 1987 par un ancien directeur de la VARA, Piet van den Ende. TV West a été fondée en 1996 et a diffusé ses premières émissions le 2 novembre 1996 .
En 2002, Radio West et TV West fusionnent en une seule société de radiodiffusion sous le nom Omroep West et emménagent dans les studios actuels situés 2, Laan van 's-Gravenmade à La Haye.
Omroep West a reçu une subvention d'environ 11 millions d'euros du gouvernement néerlandais en 2016.

## Collaboration
Omroep West travaille en étroite collaboration avec les diffuseurs locaux de la commune de La Haye (Den Haag FM), de la commune de Westland (Stichting WOS), de la commune de Leyde (Sleutelstad FM) et de la commune d'Alphen-sur-le-Rhin (Studio Alphen). Ces diffuseurs locaux sont cités comme étant des « partenaires médias ».